# Poolbillard-Europameisterschaft 2006
Die Poolbillard-Europameisterschaft 2006 war ein Poolbillardturnier, das vom 23. März bis 1. April 2006 im Stahlpalast in Brandenburg an der Havel ausgetragen wurde. Nach 1980 und 1987 fand die EM zum dritten Mal in Deutschland statt.
Ausgespielt wurden die Disziplinen 8-Ball, 9-Ball und 14/1 endlos bei den Herren, Damen und Rollstuhlfahrern, wobei bei den Rollstuhlfahrer kein 14/1-endlos-Wettbewerb ausgetragen wurde.
Der Deutsche Oliver Ortmann wurde im 14/1 endlos und im 8-Ball Europameister. Das Finale im 14/1 endlos gewann er gegen Ralf Souquet, im 8-Ball besiegte er den Finnen Aki Heiskanen. Der Deutsche Souquet wurde im Finale gegen den Schweizer Marco Tschudi 9-Ball-Europameister. Christian Reimering gewann mit Bronze im 14/1 endlos eine weitere Medaille für die Deutsche Billard-Union.
Bei den Damen wurde die Österreicherin Jasmin Ouschan, die im Vorjahr den Titel im 14/1 endlos und im 9-Ball gewann, Europameisterin im 14/1 endlos sowie im 8-Ball. Im 14/1 endlos besiegte sie die Deutsche Janine Schwan. Im 8-Ball-Finale besiegte Ouschan die Deutsche Daniela Benz. Benz hatte im 14/1 endlos Bronze gewonnen. Im 9-Ball erreichte Ouschan lediglich den dritten Platz. 9-Ball-Europameisterin wurde die Norwegerin Line Kjørsvik im Finale gegen die Dänin Katrine Jensen.
Der Finne Jouni Tähti wurde, wie im Vorjahr, im Finale gegen den Schweden Henrik Larsson 8-Ball-Europameister. Der Engländer Roy Kimberley, der im 8-Ball Bronze gewann, wurde im Finale gegen den Schotten Matt Duffy 9-Ball-Europameister. Der Deutsche Tankred Volkmer gewann im 9-Ball die Bronzemedaille.

## Medaillengewinner
| Disziplin                | Gold           | Silber         | Bronze              |
| ------------------------ | -------------- | -------------- | ------------------- |
| Herren – 14/1 endlos     | Oliver Ortmann | Ralf Souquet   | Daryl Peach         |
| Herren – 14/1 endlos     | Oliver Ortmann | Ralf Souquet   | Christian Reimering |
| Herren – 8-Ball          | Oliver Ortmann | Aki Heiskanen  | Marcus Chamat       |
| Herren – 8-Ball          | Oliver Ortmann | Aki Heiskanen  | Alex Lely           |
| Herren – 9-Ball          | Ralf Souquet   | Marco Tschudi  | Imran Majid         |
| Herren – 9-Ball          | Ralf Souquet   | Marco Tschudi  | Niels Feijen        |
| Damen – 14/1 endlos      | Jasmin Ouschan | Janine Schwan  | Kynthia Orfanidis   |
| Damen – 14/1 endlos      | Jasmin Ouschan | Janine Schwan  | Daniela Benz        |
| Damen – 8-Ball           | Jasmin Ouschan | Daniela Benz   | Estelle Bijnen      |
| Damen – 8-Ball           | Jasmin Ouschan | Daniela Benz   | Tamara Peeters      |
| Damen – 9-Ball           | Line Kjørsvik  | Katrine Jensen | Jasmin Ouschan      |
| Damen – 9-Ball           | Line Kjørsvik  | Katrine Jensen | Louise Furberg      |
| Rollstuhlfahrer – 8-Ball | Jouni Tähti    | Henrik Larsson | Fred Dinsmore       |
| Rollstuhlfahrer – 8-Ball | Jouni Tähti    | Henrik Larsson | Roy Kimberley       |
| Rollstuhlfahrer – 9-Ball | Roy Kimberley  | Matt Duffy     | Tankred Volkmer     |
| Rollstuhlfahrer – 9-Ball | Roy Kimberley  | Matt Duffy     | Karl Read           |